# 尼古拉斯·默里·巴特勒
尼古拉斯·默里·巴特勒（Nicholas Murray Butler，1862年4月2日—1947年12月7日），美国哲学家、外交官和教育家。

## 生平
他和简·亚当斯一起获得了1931年诺贝尔和平奖。巴特勒1887年创办了哥伦比亚大学教育学院，并于1902年到1945年期间担任哥伦比亚大学校长；1925年到1945年期间担任卡内基国际和平基金会会长。